# Giovanni Battista Eliano
Giovanni Battista Eliano, o Giovanni Battista Romano (Roma, 1530 – Roma, 3 marzo 1589), è stato un gesuita, teologo e orientalista italiano.

## Biografia
Giovanni Battista Eliano nacque da una famiglia ebraica con il nome di Elia; il nonno era il famoso grammatico Elia Levita e il fratello il tipografo Vittorio Eliano. Seguì il nonno a Venezia, in Germania e poi al Cairo.
Nel 1551, Elia tornò a Venezia, dove suo fratello Vittorio lo mise in contatto con il gesuita e latinista André des Freux. All'inizio di settembre del 1551, chiese di essere alloggiato nel collegio dei gesuiti di Venezia, e il 21 dello stesso mese ricevette il battesimo cattolico nella Chiesa di San Salvador, adottando il nome di Giovanni Battista in onore del "nuovo Elia Dei Vangeli."
Il padre des Freux ottenne da Ignazio di Loyola che Eliano fosse ammesso alla Società di Gesù. Eliano pronunciò i voti il giorno di Natale del 1551. Nel settembre del 1552 seguì des Freux a Roma. Conobbe personalmente Loyola e divenne studente presso il Collegio Romano. Il 1º marzo del 1561, dopo aver completato gli studi, fu ordinato sacerdote.
Uomo di vasta cultura e noto soprattutto per la sua conoscenza delle lingue orientali, svolse diverse missioni diplomatiche in Oriente per conto della Santa Sede. Nel novembre del 1561 fu inviato da Papa Pio IV, insieme ad altri due gesuiti (tra i quali il converso spagnolo Cristóbal Rodríguez), in una missione ufficiale a Il Cairo presso il Papa della Chiesa copta Gabriel Minchawi (Gabriele VII), che respinse ogni idea di riunificazione con la Chiesa di Roma. Al loro ritorno, la loro nave affondò nei pressi di Cipro e Eliano, sopravvissuto, rimase a Nicosia fino all'aprile del 1563, quando riuscì a imbarcarsi per Venezia. Di lì partì per Trento, dove partecipò al Concilio collaborando con Diego Laínez, Preposito generale della Compagnia di Gesù. Alla fine dell'anno ritornò a Roma dove riprese i suoi studi al Collegio Romano.
Studiò teologia fino al 1566. Insegnò per molti anni l'ebraico e l'arabo presso il Collegio Romano e partecipò al progetto della Bibbia poliglotta di Giambattista Raimondi. Tra il 1578 e il 1582 papa Gregorio XIII lo inviò in missione in Libano presso la Chiesa maronita. Ritornò a Roma portando con sé diversi libri orientali (inclusi i manoscritti Vat. ar. 467 e Vat. ar. 468, che contengono una versione quasi completa della Bibbia in arabo; il Vat. ar. 468 servì da base all'edizione della Bibbia araba pubblicata dalla Congregazione de Propaganda Fide nel 1671).
Morì a Roma il 3 marzo del 1589.

## Opere
Nel 1587 pubblicò a Roma il primo catechismo illustrato in volgare per analfabeti, intitolato Doctrina christiana nella quale si contengono li principali misteri della nostra fede rappresentati con figure per instruttione de gl'idioti et di quelli che non sanno leggere.
Nel 1566 pubblicò con i caratteri tipografici che aveva fatto fabbricare appositamente, una versione araba con testo latino a fronte della professione di fede tridentina (I'tiqad al-amāna al-urtuduksīya – Fidei orthodoxæ brevis et explicata confessio), che fu uno dei primi testi stampati in arabo.
La sua opera sull'Islam Hādha muṣāḥabā rūḥānīyah baīna ‘l-‘ālimaīn (Conversazione tra due studiosi), fu scritta in arabo e pubblicata a Roma (Collegio Romano, 1579). Fu successivamente tradotta in inglese dall'orientalista William Bedwell (1563-1632) e pubblicata a Londra nel 1615 con il titolo provocatorio: Mohammedis imposturae, that is a discovery of the manifold forgeries, falshoods and horrible impieties of the blasphemous seducer Mohammed: with a demonstration of the insufficiency of his law, contained in the accursed Alkoran, delivered in a conference had between two Mohammetans in their return from Mecka. Il nome di Eliano non viene menzionato nella traduzione inglese, che afferma solo che l'opera è stata scritta molto tempo fa in arabo.
- Giovanni Battista Eliano, Dottrina christiana dell'ill.mo, & r.mo card. Rob. Bellarmino. Figurata d'imagini, Augusta, appresso Christophoro Mango, 1614.
- (LA, AR) Giovanni Battista Eliano, Fidei orthodoxae brevis et explicata confessio quam sacrosancta romana Ecclesia docet et iis maximè proponendam edit, quicumque ab orientalium errore, ad catholicae veritatis communionem accedere et romano Pontifici praestare obedientiam statuunt, Romae, iussu sanctissi. D.N. Pii V : in Collegio Societatis Jesu, 1566. URL consultato il 7 luglio 2019.
- Octoginta Canones Concilii Nicaeni primi ex Arabico Codice quem Alexandria Romam tulit in latinum conversi. Inseriti dal P. Alfonso Pisano nel volume Nicaenum Concilium. Primum generale, in quatuor libros distinctum, Dilingae, 1572 - Editio auctior Coloniae, apud haeredes Arnoldi Birckmanni, 1581.[11][12]